# Paranormal Activity: The Marked Ones
Paranormal Activity: The Marked Ones (titulada: Paranormal Activity: Los señalados en España y Actividad paranormal: Los marcados en Hispanoamérica) es una película de terror sobrenatural de metraje encontrado estadounidense de 2014, dirigida y escrita por Christopher Landon. Está protagonizada por Andrew Jacobs, Jorge Díaz y Gabrielle Walsh, y con las actuaciones de Richard Cabral, Carlos Pratts, Gloria Sandoval y Renee Victor; además del regreso de actores de películas anteriores como Molly Ephraim, Chloe Csengery, Jessica Tyler Brown, Hallie Foote, Micah Sloat y Katie Featherston.
Con el estreno de la quinta entrega oficial programado para el 2015, The Marked Ones se desvía tomando una carretera secundaria y pergeñando un filme que sin participar del tronco argumental de la saga que gira alrededor del personaje de Katie, protagonista de la primera entrega de Paranormal Activity. Esto permite una serie de cambios que oxigenan el carácter de la franquicia, siguiendo las andanzas de unos jóvenes de origen mexicano que viven en unos apartamentos más bien humildes. Además, los hechos se sitúan en el año 2012, en Oxnard, California, un año después de los sucesos de la cuarta película.
A pesar de que se ha intentado aumentar la audiencia después de su estreno, no fue muy bien recibida por la crítica, pero se la considera mejor que su entrega anterior, Paranormal Activity 4.

## Argumento
En junio de 2012, Jesse Arista (Andrew Jacobs), un chico que acaba de graduarse de Bachiller, y con el dinero que le dan sus familiares para celebrarlo decide comprarse una cámara de vídeo. Él y su amigo Héctor Estrella (Jorge Diaz) empiezan entonces a grabar todo lo que hacen, por lo que deciden espiar a su extraña vecina a través de los conductos de ventilación. Para sorpresa de los dos jóvenes, la encuentran marcando con un líquido rojo el vientre de una mujer totalmente desnuda. Al investigar este extraño acto descubren que se trata de un ritual de magia negra. Poco después, Jesse empieza a adquirir extraños poderes sobrenaturales y empieza a ser perseguido por fuerzas misteriosas que harán de su vida un infierno. 
Días después investigan detalladamente el cuarto de la vecina mencionada anteriormente luego que ésta había muerto en extrañas circunstancias. En el cuarto encuentran estatuillas, libros, herramientas de brujería, objetos y símbolos de adoración al diablo, entre ellas, encuentran fotos de personas en la cual hay fotos de Jesse y de su madre cuando estaba embarazada. Sin embargo, las cosas empeoran cuando una noche, Jesse cree escuchar a su perro Chavo ladrando en el departamento de Ana. Pronto, conoce a los fantasmas de las chicas Katie y Kristi. Jesse intenta huir, pero luego es atacado por el demonio que lo posee. Al día siguiente, Jesse actúa de forma extraña y violenta, lo que lleva a Héctor a contratar a Ali Rey (Molly Ephraim), quien luego de que su padre Daniel y su madrastra Kristi fueran asesinados por su tía Katie, comenzó a investigar sobre los demonios y lo culto que secuestró a su medio hermano Hunter. Ali dice que después del último ritual que realizará el culto, Jesse dejará de existir. Después la abuela de Jesse le lleva con un brujo llamado "Don Mauro" que le enseña como quitar al demonio de Jesse, al intentar hacer el ritual para salvar a Jesse usan huevos, mientras intenta salvarlo, Jesse agarra la mano de la abuela agarrando el huevo y lo presiona hasta romperlo. Al hacer esto Jesse empieza a luchar con el demonio yéndose las luces la casa, Héctor enciende la visión nocturna de la cámara y al ver Jesse había desaparecido, al voltear vio que las paredes se encogían, después de unos segundos aparece Jessie levitando en aire y todas las cosas cercanas a su alrededor intentando derrotar al demonio. 
Héctor, la abuela y Marisol se fueron a otra habitación esperando que todo acabe, después de unos momentos ven a Jesse tirado en el suelo inconsciente, lo llevan a su cama a esperar que este bien, al día siguiente Jesse tira a su abuela de las escaleras, Héctor llama a emergencias, pero ésta logra sobrevivir y al regresar, notan que Jesse no estaba. Marisol dijo que iba a una casa en medio del bosque, Héctor y Marisol lo siguen en un auto pero al parecer el coche se descompone y quedan varados en medio camino. Instantes luego, Jesse aparece de repente y ataca a Héctor de sorpresa sacándolo del auto y lo ahorca en la calle. Marisol rápidamente golpea a Jesse con un bat, dejándolo inconsciente, finalmente se lo llevan en la parte trasera del auto. Mientras continúan su camino, el auto choca, dejando inconscientes a Héctor y Marisol, y Jesse logra salir del auto y desaparece. Al reaccionar piden ayuda a Arturo (Richard Cabral), junto con un pandillero armados, van a buscar a Jesse, a una casa en medio del bosque, la que parece ser la casa de la abuela de Katie y Kristi de Paranormal Activity 3.
El desenlace ocurre en que ellos al llegar a la casa, unas chicas tratan de asesinarlos, el pandillero logra pararlas con su escopeta y le dice a Héctor y a Marisol que se vayan del lugar, pero al ser a cortados por más de las tías del culto, terminan en la casa de Lois (la abuela de Katie y Kristie). Ya en la casa, ellos tratan de encontrar una salida al notar que las puertas y ventanas estaban trabadas con tablas, y segundos después, Héctor llama a Marisol pero nadie responde. Héctor revisa la casa y no la encuentra, solo habitaciones con ritos satánicos, y minutos después, el cuerpo sin vida de Marisol cae enfrente de Hector a través de un tragaluz en el techo, dejando a Héctor sólo con Jesse, quien aparece de repente. Tras esto, Héctor sube las escaleras y rápidamente se encierra en una habitación, la cual tenía todas las ventanas bloqueadas y una puerta con los símbolos de la secta dibujados en ella, de repente, Jesse llega y le dice a Héctor en tono normal (para hacerle creer a Héctor que ya estaba libre de la posesión del demonio) que está asustado y que le abra, pero este se niega. 
Jesse empieza a destrozar la puerta, Héctor no tiene más elección que en entrar por la extraña puerta con los símbolos, la cual lo teletransporta al pasado en donde ocurrieron los hechos en Paranormal Activity, en donde aparece en el garaje de una casa, luego llega a la sala de estar, y luego a la cocina. Después de unos minutos, Héctor ve a una mujer (quien es Katie), que estaba bajando las escaleras (y además estaba poseída). Luego de que ella llegara a la cocina a oscuras, Héctor se le acerca y le pide muy aterrado que lo ayude, y segundos después de que Katie mira a Héctor reacciona a gritos pidiendo ayuda a Micah. Micah baja las escaleras confundido, al ver a Hector, Micah cree que es un ladrón y lo agarra contra la pared, luego Katie llega con un cuchillo y lo apuñala (referencia al final de la primera película). Mientras que Héctor intenta huir regresando por donde vino pero es asesinado por Jesse estando poseído, lanzándole un grito sobrehumano.
La cámara termina en el suelo, apuntando hacia un punto de la sala, una bruja del culto se acerca y apaga la cámara.

### Final original
El documental de la franquicia reveló el final original, que fue cambiado por un nuevo final en la misma casa que aparecía en la conclusión de Paranormal Activity 3 (2011). Tras sobrevivir al alboroto en la casa de Lois, Héctor, Arturo y Marisol llevan a Jesse a la iglesia abandonada, desde donde supuestamente exorciza con éxito al demonio. Pero entonces son atacados por un guardia poseído. Minutos después, un agente de policía llega allí para investigar los disturbios. Jesse aparece de repente con una escopeta y la policía le dispara, mientras se desconoce el paradero de Héctor, Marisol y Arturo.

## Reparto
- Andrew Jacobs como Jesse Arista.
- Jorge Díaz como Héctor Estrella.
- Gabrielle Walsh como Marisol Vargas.
- Gloria Sandoval como Ana Sánchez.
- Richard Cabral como Arturo López.
- Carlos Pratts como Óscar Hernández.
- Renée Victor como Doña Irma Arista.
- Noemí González como Evette Arista.
- David Saucedo como César Arista.
- Jessica Tyler Brown como Kristi Featherston (de niña).
- Chloe Csengery como Katie Featherston (de niña).
- Molly Ephraim como Ali Rey.
- Katie Featherston como Katie.
- Micah Sloat como Micah.

## Recepción
El film ha recibido varios tipos de críticas, entre ellos Bloody Disgusting reportando que las primeras proyecciones de la película fueron recibidos con reacciones muy positivas de los espectadores y expresaron su optimismo de que podría "dar un nuevo impulso a la franquicia". La revisión de la película por Rotten Tomatoes informó de que el 46% de los críticos dio a la película una crítica positiva basada en 46 comentarios, con una puntuación media de 4.8/10. En Metacritic, el cual asigna una calificación regular de 100 puntos, basado en los comentarios de los críticos, la película tiene una puntuación de 54 sobre la base de cuatro exámenes, considerados como "críticas variadas o promedias". Evan Dickson, de Bloody Disgusting también fue el primero en dar sus impresiones sobre la película, lo que supone una revisión positiva de 4/5. Diciendo: "Divertido, aterrador y muy cinematográfico en el presunto metraje encontrado,Los Marcados podría ser la primera película Paranormal Activity que se siente como una película de evento, mientras que uno lo está viendo." Dickson también declaró que era un "cabeza a cabeza con Actividad Paranormal 3.